# South Park (San Francisco)
Pour les articles homonymes, voir South Park (homonymie).
South Park est un petit quartier de San Francisco, en Californie. Il tient son nom du jardin public du même nom autour duquel il est situé, enveloppé par South Park Street, dont les files se séparent de chaque côté du parc avant de se rejoindre à nouveau. L'alignement courbe de bâtiments donne un caractère particulier et villageois à l'endroit. La rue est parsemée de boutiques et de restaurants, ainsi que de nombreux immeubles résidentiels.
Le quartier, s'étendant entre le Bay Bridge reliant San Francisco à Oakland et le stade AT&T Park, a été un épicentre  du dotcom boom de la fin des années 1990, accueillant de nombreuses start-up de l'Internet. À la fin de 2001, nombre d'entre elles avaient cependant fermé leurs portes. À partir de 2006, avec la réemergence d'une vague que certains ont surnommé Web 2.0, South Park est à nouveau le siège de nombreuses entreprises de l'industrie du Web.